# 오타비아 피콜로

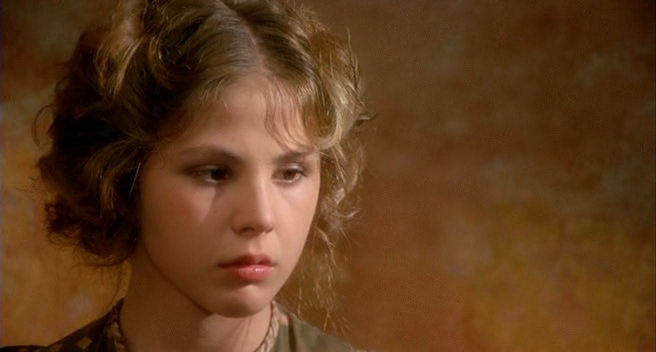
1971년 영화 《Bubù》에서

오타비아 피콜로(Ottavia Piccolo, 1949년 10월 9일 ~ )는 이탈리아의 배우이다.

## 출연 작품
- 세븐 미니츠 (2016)
- 원대한 꿈 (2009)
- 바로크 (1991)
- 마도 (1976)
- 조로 (1975)
- 미망인 (1971)
- 메텔로 (1970)
- 12 + 1 (1969)
- 들고양이 (1963)